# Alfred Oppenheim (Chemiker)
Alfred Oppenheim (* 3. November 1878 in Berlin; † 14. Mai 1943 ebenda) war ein deutscher Chemiker und Glühkörper-Fabrikant.

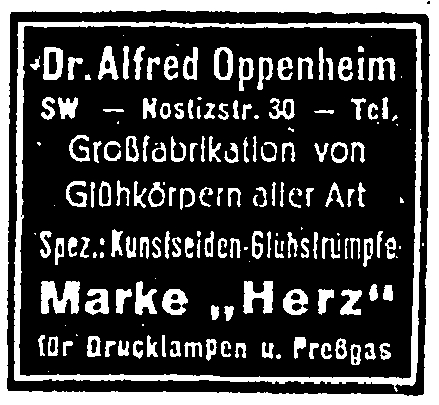
Kleinanzeige des Berliner Unternehmens Dr. Alfred Oppenheim, das seinen Sitz bis 1934 in der Nostizstraße 30 hatte.

## Leben und Werk

### Familie
Oppenheims Vater, Adolph (1839–1913), war während des Deutschen Kaiserreichs in Berlin als Kaufmann tätig. Seine Mutter Johanna, geborene Goldstandt (1851–1920), entstammte einer wohlhabenden Hoteliersfamilie in Löbau. Alfred Oppenheim heiratete 1919 die aus einem kinderreichen Hause stammende Frieda Gehrmann (* 1896). 1930 kam seine Tochter Ilse Lore zur Welt.

### Ausbildung
Oppenheim besuchte im Anschluss an die Vorschule von 1887 bis 1896 das Köllnische Gymnasium in Berlin. Gleich nach dem Abitur studierte er an der Technischen Hochschule, der Bergakademie sowie der Friedrich-Wilhelms-Universität die Fächer Chemie, Physik, Botanik, Bakteriologie, Mineralogie und Philosophie. Während dieser Zeit zählten zu seinen Dozenten Blasius, Dilthey, Finkener, Fischer, Gabriel, Günther, van ’t Hoff, Jahn, Klein, Lasson, Pringsheim, Rosenheim, Warburg, Wichelhaus und Witt.
Seine Promotionsprüfung absolvierte Oppenheim bei Simon Schwendener in Botanik, bei Max Planck in Physik, bei Wilhelm Dilthey in Philosophie und bei Siegmund Gabriel in Chemie. Im Jahr 1900 veröffentlichte er seine Dissertation Ueber β-Benzoylisobuttersäure und einige zugehörige Pyridazinderivate. Die Arbeit wurde im Chemischen Central-Blatt besprochen und von Oppenheim selbst in einem Beitrag für die angesehenen Berichte der deutschen chemischen Gesellschaft ergänzt.

### Chemiker und Fabrikant

#### Richard Feuer & Co.
Nach dem Abschluss seines Studiums arbeitete Oppenheim zunächst als Analytiker in Glühstrumpf-Fabriken. 1901 erhielt er eine Anstellung in dem Berliner Chemieunternehmen Richard Feuer & Co., das später in der Auergesellschaft aufging. Bereits nach einem Jahr wurde er zum Betriebsdirektor ernannt.

#### Allgemeine Glühlichtwerke Dr. Alfred Oppenheim

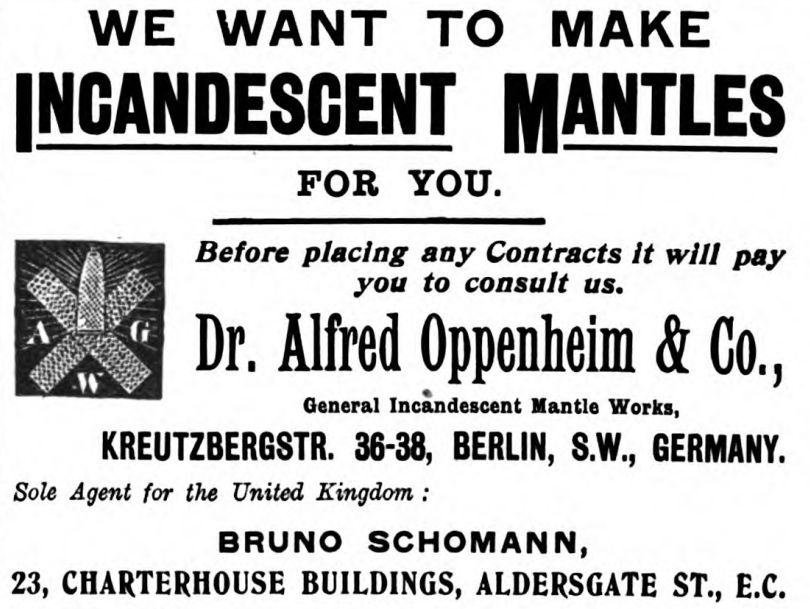
Kleinanzeige des Berliner Unternehmens Dr. Alfred Oppenheim aus dem Jahr 1905

1903 erfolgte mit den Allgemeinen Glühlichtwerken Dr. Alfred Oppenheim & Co. G.m.b.H. die Gründung des ersten eigenen Unternehmens, in dem Oppenheim sich mit Julius und Rosa Rosenfeld die Geschäftsführung teilte. Der Betrieb zählte schon bald 300 Mitarbeiter und produzierte täglich etwa 30.000 Glühstrumpfe.

#### Aktien-Gesellschaft für Gasglühlicht

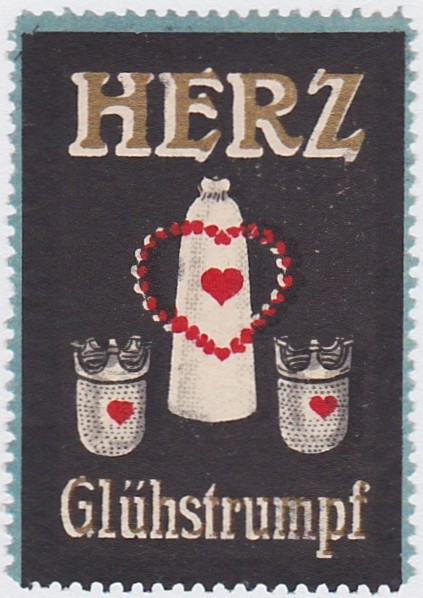
Werbemarke des Berliner Unternehmens Dr. Alfred Oppenheim für den Glühstrumpf mit dem Namen „Herz“

1905 schlossen sich die Allgemeinen Glühlichtwerke aufgrund des hohen Wettbewerbsdrucks mit anderen Berliner Unternehmen zur Aktien-Gesellschaft für Gasglühlicht zusammen, zu deren Vorstand Oppenheim – neben Alfred Salomon, Julius Janz, Fritz Saulmann und Julius Norden – gehörte.

#### Fabrik und Laboratorium Dr. Alfred Oppenheim
Nach Beendigung seiner Tätigkeit für die Aktien-Gesellschaft gründete er 1910/1911 die wiederum unter eigenem Namen firmierende Fabrik Dr. Alfred Oppenheim, der ein chemisches Laboratorium angeschlossen war. Das Unternehmen belieferte vorrangig Behörden und machte sich im Bereich der Eisenbahnbeleuchtung einen Namen. Mitte der 1930er-Jahre waren dort etwa 100 Mitarbeiter beschäftigt. Den Unternehmensschwerpunkt bildete die Herstellung von Glühkörpern aller Art. Weite Verbreitung fand die Marke Herz, die in verschiedenen Varianten produziert worden ist. Weitere Leuchtmittel trugen die rechtlich geschützten Namen Edelstein, Topas und Veilchen. Aber auch chemische bzw. pharmazeutische Produkte wurden in dem Unternehmen entwickelt, beispielsweise Selbstfilternde Tabletten.

#### Übernahme der Ersten Rixdorfer Glühkörper-Fabrik Alschweig & Co.
1922 übernahm Oppenheim die zehn Jahre zuvor gegründete Erste Rixdorfer Glühkörper-Fabrik Alschweig & Co., die – wie sein eigenes Unternehmen auch – auf chemische Produkte und Glühkörper spezialisiert war.

#### Fachpublizist
Oppenheim war nicht nur unternehmerisch, sondern auch publizistisch tätig. Viele Jahre wurde er als Mitarbeiter einer Fachzeitschrift für die Beleuchtungsindustrie mit dem Titel Licht und Lampe (Verlag Union Deutsche Verlagsgesellschaft) aufgeführt.

### Verbands- und Gutachtertätigkeit

#### Hansabund
Oppenheim gehörte 1909 zu den Gründern des liberalen Hansa-Bundes für Gewerbe, Handel und Industrie. Er war zudem Präsidiumsmitglied dieses Verbandes wie auch Vorsitzender der Ortsgruppe Groß-Berlin.

#### Verband unabhängiger Glühkörperfabrikanten
1912 erfolgte unter Oppenheims Führung die Gründung des Verbandes unabhängiger Glühkörperfabrikanten, dessen Vorsitz und Leitung er bis zum Ende der Weimarer Republik innehatte. Die Vereinigung fand von Beginn an großen Zuspruch und befasste sich mit allen für die Branche relevanten Themen. Im Fokus standen zunächst die Verbesserung von Einkaufsbedingungen für Verbandsmitglieder und Fragen in Verbindung mit der Leuchtmittelsteuer. Vor allem aber hatte sich der Verband in der Anfangszeit zum Ziel gesetzt, der Monopolbildung der Leuchtmittelindustrie unter Führung der Auergesellschaft entgegenzuwirken. In der Zeit nach dem Ersten Weltkrieg befasste sich die Vereinigung dann u. a. mit der Wiederbelebung des Exportgeschäfts und mit der Regelung von Arbeiter- und Angestelltenfragen.

#### Beeidigter Sachverständiger
Seit Juli 1921 wirkte Oppenheim für die Handelskammer zu Berlin als beeidigter Sachverständiger für Gasglühlicht-Strümpfe und -Brenner. Des Weiteren ging er einer Sachverständigentätigkeit für das Berliner Kammergericht und die Berliner Landgerichtsbezirke I, II und III nach.

### Kunstfreund und Sammler
Oppenheim gab zu Beginn des 20. Jahrhunderts in seiner Privatwohnung (Berlin, Katzbachstraße) Konzerte, u. a. mit Stücken von Johann Sebastian Bach, Alexandre Guilmant, Jules Mouquet und César Franck. Er spielte dabei auf einem Kunstharmonium, das aus dem Unternehmen des mit ihm befreundeten französischen Komponisten Alphonse Mustel (1873–1936) stammte und sonst nirgendwo anders in Deutschland vorgeführt wurde.
Als Unternehmer brachte es Oppenheim zu einem größeren Privatvermögen, das es ihm erlaubte, seiner Leidenschaft als Kunst- und Büchersammler nachzugehen. Vor allem hatte es ihm die Malerei des Goldenen Zeitalters in den Niederlanden angetan. Der Berliner Kunsthistoriker und Spezialist für niederländische Malerei, Max J. Friedländer, beriet ihn bei dem Aufbau seiner Sammlung mit Werken u. a. von Thomas Wyck, Adriaen Pietersz. van de Venne und Jan Steen.
Nach der Machtergreifung der Nationalsozialisten wurde Oppenheims Sammlung, die daher der sogenannten Raubkunst zuzurechnen ist, aufgelöst. Teile davon kamen in den Verkauf, Teile verschwanden in fremdem Privatbesitz.

### Das Ende
Oppenheim war nach seiner Heirat im Jahr 1919 aus dem Judentum ausgetreten. Dies hinderte die nationalsozialistischen Machthaber nicht daran, seine „jüdischen“ Unternehmen im Zuge der Arisierung abzuwickeln. So erlosch Ende 1939 die Firma Dr. Alfred Oppenheim, 1940 war die Auflösung der Ersten Rixdorfer Glühkörper-Fabrik Alschweig & Co. abgeschlossen.
Unter massivem Druck der Nationalsozialisten erfolgte 1940 auch die Annullierung der sogenannten Mischehe von Oppenheim mit seiner dem protestantischen Glauben angehörenden Frau Frieda.
In den letzten Lebensjahren hatte Oppenheim Zwangsarbeit in einer Berliner Chemiefabrik abzuleisten. Er starb im Jüdischen Krankenhaus in Berlin und wurde am 20. Mai 1943 auf dem Friedhof Weißensee beerdigt.

## Patente und Gebrauchsmuster

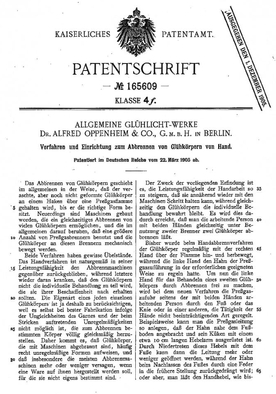
Auszug aus dem Patent Nr. 165609 mit dem Titel Verfahren und Einrichtung zum Abbrennen von Glühkörpern von Hand

- Kaiserliches Patentamt, Patentschrift Nr. 153758: Verfahren, Glühstrümpfe versandfähig zu machen. Klasse 4f, patentiert am 14. Dezember 1902, veröffentlicht am 28. September 1904, Erfinder: Alfred Oppenheim, Richard Feuer (Das Patent wurde zudem 1902/1903 unter der Nr. 27.821 in Großbritannien sowie 1903 unter der Nr. 332.223 in Frankreich erteilt.)
- Kaiserliches Patentamt, Gebrauchsmuster DRGM Nr. 242235: Verpackungshülse für Glühkörper, bei der beide Deckel durch einen gemeinsamen Schutzstreifen gleichzeitig festgehalten werden. Klasse 81c, angemeldet 14. Januar 1905, Anmelder: Allgemeine Glühlicht-Werke Dr. Alfred Oppenheim & Co., G.m.b.H.
- Kaiserliches Patentamt, Patentschrift Nr. 165609: Verfahren und Einrichtung zum Abbrennen von Glühkörpern von Hand. Klasse 4f, patentiert im Deutschen Reiche vom 22. März 1905 ab. veröffentlicht am 1. Dezember 1905, Anmelder: Allgemeine Glühlicht-Werke Dr. Alfred Oppenheim & Co., G.m.b.H.
- Deutsches Reich, Reichspatentamt, Patentschrift Nr. 499812: Verfahren zur Formung von Glühstrümpfen. Klasse 4f, Gruppe 5, O 17802 VI/4f, patentiert am 8. Dezember 1928, veröffentlicht am 16. Juni 1930, Erfinder: Alfred Oppenheim.